# Холланд, Уилла
Уи́лла Джоа́нна Ченс Хо́лланд (англ. Willa Joanna Chance Holland; род. 18 июня 1991, Лос-Анджелес, Калифорния) — американская актриса. Наиболее известна по роли Кэйтлин Купер в сериале «Одинокие сердца», а также Теи Куин в телесериале «Стрела».

## Биография
Уилла Джоанна Ченс Холланд родилась 18 июня 1991 года в Лос-Анджелесе, Калифорния. Дочь кинематографиста Кита Холланда и актрисы Дарнелл Джорджио-Де Пальма. У неё есть две сестры Брианна Холланд (род. 1988) и Пайпер Де Пальма (род. 1996). Уилла провела детство в Челси, Лондон. Именно тогда она попала на съёмки фильма «Миссия невыполнима», режиссёром которого стал её отчим Брайан Де Пальма.
В 7 лет Уилла заключила контракт с агентством «Ford Models» и стала представительницей английского дома моды «Burberry». Через год она начала обучение в театральном агентстве и стала сниматься в рекламе. В качестве модели Уилла появлялась на обложках журналов «Teen Vogue», «Fashion 18», «CosmoGirl!», а также представляла компании LeSportsac, Guess, Gap, Abercrombie & Fitch, Ralph Lauren.
Дебютировала в кино в 2001 году. С 2006 по 2007 год снялась в двух сезонах сериала «Одинокие сердца».
В 2008 году Уилла снялась в комедийной драме Джона Стокуэлла «На полпути в никуда». Затем последовало участие в драме Майкла Винтерботтома «Генуя» и драме Джейсона Фриланда «Вечеринка в саду». В 2009 году актриса получила роль в фильме «Легион». С 2012 по 2020 год снималась в сериале «Стрела».
Озвучивала Акву в серии игр «Kingdom Hearts».

## Фильмография
| Год       |    | Русское название                             | Оригинальное название                              | Роль             |
| --------- | -- | -------------------------------------------- | -------------------------------------------------- | ---------------- |
| 2001      | ф  | Обычный безумец                              | Ordinary Madness                                   | юная Фойе        |
| 2005      | с  | Возвращение                                  | The Comeback                                       | Калла            |
| 2006      | ки | Scarface: The World is Yours                 | Scarface: The World Is Yours                       | озвучивание      |
| 2006—2007 | с  | Одинокие сердца                              | The O.C.                                           | Кэйтлин Купер    |
| 2008      | ф  | Вечеринка в саду                             | Garden Party                                       | Эйприл           |
| 2008      | ф  | На полпути в никуда                          | Middle of Nowhere                                  | Тэйлор           |
| 2008      | ф  | Генуя                                        | Genova                                             | Келли            |
| 2008—2012 | с  | Сплетница                                    | Gossip Girl                                        | Агнес Эндрюс     |
| 2010      | ф  | Легион                                       | Legion                                             | Одри Андерсон    |
| 2010      | ки | Kingdom Hearts Birth by Sleep                | Kingudamu hâtsu: Bâsu bai surîpu                   | Аква             |
| 2010      | ф  | Погоня 3000                                  | Chasing 3000                                       | Джейми           |
| 2011      | ф  | Соломенные псы                               | Straw Dogs                                         | Дженис Хиддон    |
| 2012      | ф  | Тигровые глаза                               | Tiger Eyes                                         | Дэви             |
| 2012      | ки | Kingdom Hearts 3D: Dream Drop Distance       | Kingudamu Hātsu Surī Dī [Dorīmu Doroppu Disutansu] | Аква             |
| 2012—2020 | с  | Стрела                                       | Arrow                                              | Тея Куин / Спиди |
| 2014      | ки | Kingdom Hearts HD 2.5 Remix                  | Kingudamu Hātsu HD 2.5 Rimikkusu                   | Аква             |
| 2015—2016 | с  | Флэш                                         | The Flash                                          | Тея Куин / Спиди |
| 2016      | ф  | Тихоокеанское время                          | Pacific Standard Time                              | Вероника         |
| 2017      | ки | Kingdom Hearts HD 2.8 Final Chapter Prologue | Kingdom Hearts HD 2.8 Final Chapter Prologue       | Аква             |
| 2019      | ки | Kingdom Hearts III                           | Kingdom Hearts III                                 | Аква             |
| 2020      | ки | Kingdom Hearts: Melody of Memory             | Kingdom Hearts: Melody of Memory                   | Аква             |

## Награды и номинации
- 2012 — премия международного Бостонского кинофестиваля в категории «Лучшая актриса» за роль в фильме «Тигровые глаза».